# Rapanea papuana
Rapanea papuana là một loài thực vật có hoa trong họ Anh thảo. Loài này được (Hemsl.) Mez miêu tả khoa học đầu tiên năm 1902.